# Feksynidazol
Feksynidazol (łac. fexinidazolum) – wielofunkcyjny organiczny związek chemiczny, pochodna 5-nitroimidazolu, działający przeciwko pierwotniakom z gatunku Trypanosoma gambiense.

## Mechanizm działania biologicznego
Aktywność przeciwko świdrowcom wykazuje zarówno feksynidazol, jak i dwa jego metabolity M1 i M2, najprawdopodobniej poprzez przekształcenie przez nitroreduktazę pasożyta do reaktywnych amin, które pośrednio działają toksycznie oraz mutagennie prowadząc do jego śmierci.

## Zastosowanie medyczne
- leczenie śpiączki afrykańskiej I i II stadium spowodowanej świdrowcem gambijskim u dorosłych i dzieci w wieku równym lub wyższym niż 6 lat i o wadze równej lub wyższej niż 20 kg[2]

Feksynidazol znajduje się na wzorcowej liście podstawowych leków Światowej Organizacji Zdrowia (WHO Model Lists of Essential Medicines) (2020).
Feksynidazol nie jest dopuszczony do obrotu w Polsce (2018).

## Działania niepożądane
Feksynidazol może powodować następujące działania niepożądane u ponad 10% pacjentów: astenia, bezsenność, ból głowy, drżenie, dyspepsja, nudności, wymioty, zawroty głowy, zmniejszenie apetytu.